# Període formatiu d'Amèrica

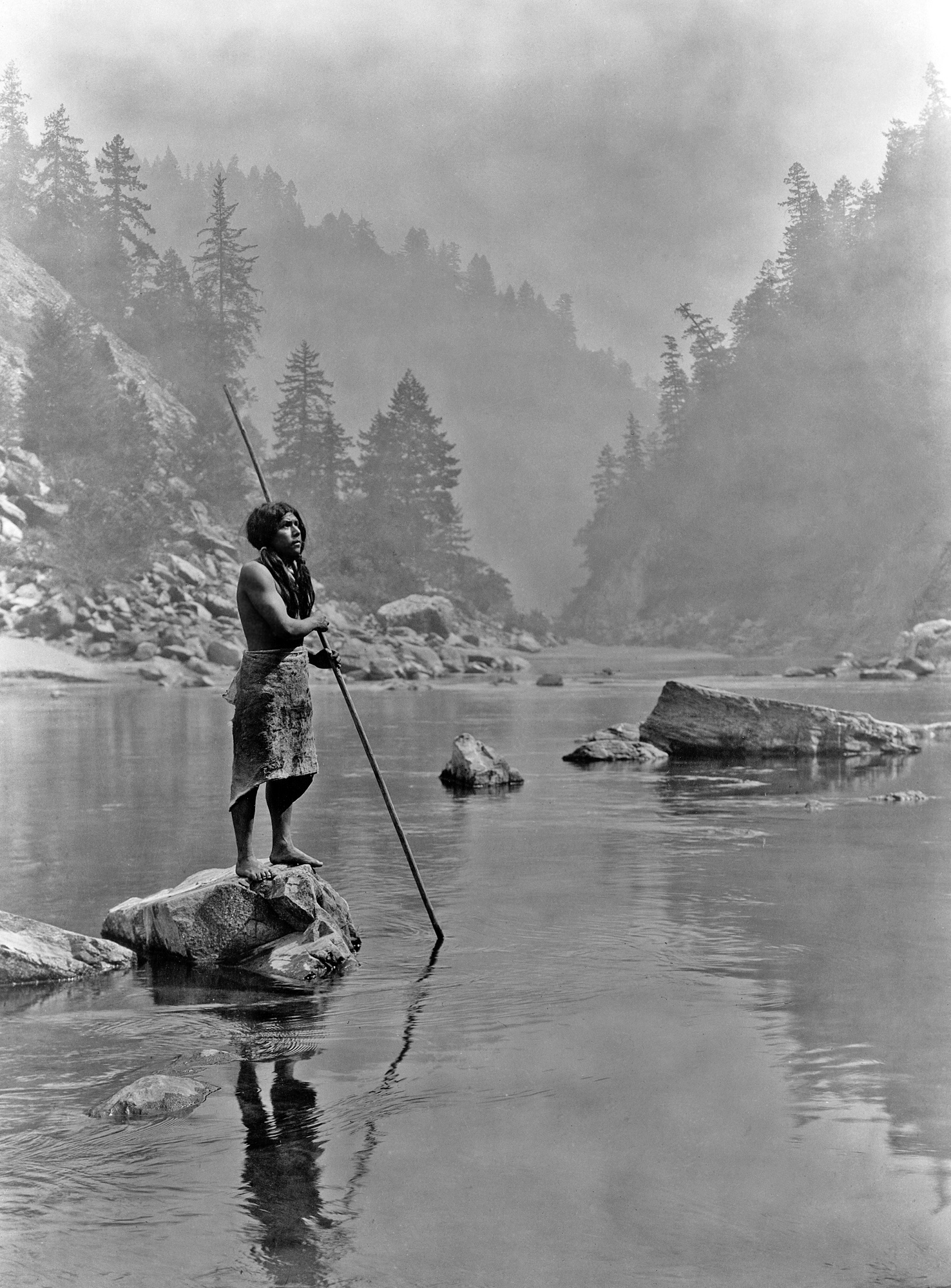
Hupa

El Període formatiu o preclàssic és un terme teòric arqueològic terme que s'aplica a les societats d'Amèrica del Nord i de Mesoamèrica que correspon per a efectes d'estudi entre el 1500 aC i el 292. Gràcies a l'agricultura, l'home americà va començar a conformar pobles sedentaris i al voltant d'això es va donar la formació de societats més complexes, inicialment a Mesoamèrica. Aquesta etapa és la tercera de les cinc etapes en què es divideix la història de l'Amèrica Precolombina plantejada per Gordon Willey i Philip Phillips al seu llibre de 1958 Method and Theory in American Archaeology.
El període formatiu és l'equivalent americà de la protohistòria europea, encara que en el cas americà és un període més dilatat. Immediatament després d'aquesta fase apareixen les primeres formes d'escriptura i les grans cases clàssiques com la dels antics maies o els mochica. Durant el període formatiu d'Amèrica es consolida l'agricultura a les zones de major densitat de població. apareixen en aquest període les primeres societats jerarquitzades amb formes de govern més complexes que la del llogaret mononuclear. De fet, durant el formatiu apareixen grans estructures estatals que s'estenen sobre centenars de quilòmetres com la civilització olmeca a Mesoamèrica que va arribar a dominar extensos territoris i a construir importants centres urbans entorn de santuaris dedicats al Déu Jaguar. Altres cultures ressenyables són les dels anasazi i els seus similars (Arizona), així com els "constructors de monticles" d'Amèrica del Sud.
Les cultures de l'etapa formativa se suposa que havien de tenir les tecnologies de la ceràmica, el teixit i la producció d'aliments desenvolupades. Se'ls suposa l'organització social d'involucrar ciutats i pobles permanents, així com els primers centres cerimonials. Ideològicament sovint està present o en desenvolupament una classe sacerdotal o teocràcia.
Exemples de cultures del període formatiu són les cultura Adena, Olmeca, Old Copper, Oasiamèrica, Silvícola i la cultura del Mississipi.